# 六朝から清末の文言小説
六朝から清末の文言小説（りくちょうから しんまつの ぶんげんしょうせつ）は、古典中国文学での小説形式のひとつで、文言小説とは、宋代以後の中国文学史では、大きな比重を占めてはいなかったために、形態名が与えられていなかったこの分野に対し、中国文学者の前野直彬が仮に付けた呼称である。

## 概説
これらは西欧の叙事詩等に由来する近代小説と区別される。多くは説話や伝承に取材したもの。前近代の小説が近代小説とは異なるのは、近代小説の「小説」が、ノベルの訳語であるのに対して、前近代の小説は、先秦に誕生した漢語である「小説」のジャンルであるから、当然のことである。漢書芸文志が分類する諸子百家の十家の中の、「小説家者流」に由来する。
- 志怪小説 - 六朝時代の『捜神記』参照。この時代のものは残存せず、北宋時代に太宗の勅命で編纂された『太平広記[2]』等に収録されたものしかない。同時代の志人小説とともに伝奇小説へと引き継がれた。
- 伝奇小説 - 唐代から宋代に発達したジャンル。宋代の『夷堅志』参照。これらも志怪小説と同様『太平広記』等に収録されたものが多い。明代以降の「白話小説」等に影響を与えた。
- 明代の擬古派小説[3] - 『剪灯新話』『剪灯余話』参照。白話小説全盛時代に命脈を保った六朝志怪ないし唐宋伝奇風の作品。
- 清代の志怪回帰的作品[4] - 『聊斎志異』『閲微草堂筆記』『子不語』『述異記』『秋燈叢話』『諧鐸』『耳食録』『螢窓異草』参照。

## 注・出典
1. ↑  『閲微草堂筆記　子不語　述異記　秋燈叢話　諧鐸　耳食録　中国古典文学大系42』平凡社、1971年。ISBN 978-4582312423。訳者解説 p.503。
2. ↑  『太平広記』に収録された各作品の多くは、文末に出所が記載されている。
3. ↑  魯迅は『中国小説史略』附録 中国小説的歴史的変遷 第六講 で、「所謂擬古者，是指擬六朝之誌怪，或擬唐朝之傳奇者而言。唐人底小說單本，到明時什九散亡了，偶有看見模仿的，世間就覺得新異」と述べている。 中国語版ウィキソースに本記事に関連した原文があります：中國小說的歷史的變遷/第六講
4. ↑  志怪小説の範疇と捉える見方もあるが、これらは清代の作品であり、正しくは「志怪小説」ではなく、魯迅のいう「清之擬晉唐小說及其支流」である。（『中国小説史略』第22篇 の標題） 中国語版ウィキソースに本記事に関連した原文があります：中國小說史略/第二十二篇